# The Real Thing (musikalbum)
The Real Thing är Faith No Mores första album med Mike Patton på sång. Skivan som innebar gruppens definitiva genombrott (sålde platina i USA) spelades in i december 1988 och släpptes den 20 juni 1989.
Med hitlåten Epic som toppade ARIA Single Charts 1:a plats under 1990, och Black Sabbath-covern War Pigs kom skivan att betraktas som gruppens bästa. Även singlarna "Falling To Pieces" och "From Out Of Nowhere" gick bra och då i synnerhet "Falling To Pieces" som tog sig till en 12:e plats på Modern Rock Tracks 1990.
När Mike Patton gick med i bandet var låtarna redan färdiga och därför blev det inte så mycket mer än hans texter som bidrog som material till skivan. Texterna till alla låtar skrev han ihop på bara två veckor.
Vinyl-utgåvan har ett annorlunda omslag med en solnedgång men CD-omslaget är med i bilden då man bara klippt ut den brinnande droppen ur det större vinylomslaget. Vinylutgåvan saknar också låtarna "War Pigs" och "Edge Of The World".
Fyra musikvideor spelades in för skivan, dessa var "Epic", "Falling To Pieces", "From Out Of Nowhere" samt "Surprise! You're Dead!". Djurskyddsförbundet rasade över en sekvens i "Epic"-videon där en fisk sprattlar på torra land. Detta debatterades det mycket om och bandmedlemmarna själva har konstaterat att fisken fördes vid liv till sitt akvarium.[källa behövs] "Falling To Pieces" gjordes i tre omgångar varav två var identiska bildmässigt men den ena hade en remixad version av låten. I den tredje versionen bytte bandmedlemmarna plats med varann och härmade varandra. "From Out Of Nowhere" gjordes i två versioner som nästan inte skiljer sig åt och "Surprise! You're Dead!" visades inte på TV mer än ett fåtal gånger innan den släpptes på bandets hemvideo "Video Croissant" 1993.
"Falling To Pieces" fick ersätta en plats för Guns 'n Roses-låten "Welcome To The Jungle" i filmen Black Hawk Down från 2001 då bandets sångare Axl Rose vägrat att låta låten vara med i filmen.
Efter framgångarna bandet hade med skivan så kan fansen idag hitta alla låtarna utspridda på de olika samlingsalbumen. De tre första spåren är inkluderade på alla samlingar utom "From Out Of Nowhere" som inte kom med på "Epic and other hits"
I ett framträdande på Phoenix Festivalen 1993 sa Bill Gould att "detta är sista gången ni hör den här låten" innan de började spela "Falling To Pieces".[källa behövs]

## Låtförteckning
1. From Out of Nowhere  3:20
2. Epic  4:51
3. Falling to Pieces  5:12
4. Surprise! You're Dead! 2:25
5. Zombie Eaters  5:58
6. The Real Thing 8:11
7. Underwater Love 3:49
8. The Morning After  3:41
9. Woodpecker from Mars [instrumental]  5:38¹
10. War Pigs  7:43
11. Edge of the World  4:10

¹Låten "Woodpeckers From Mars" är instrumental och spelades in innan Mike Patton kom med i bandet.[källa behövs]
Minst tre andra låtar spelades in under "The Real Thing"-inspelningen. "The Grade" och "The Cowboy Song" var två av dem som senare hamnade på "Live at the Brixton Academy" (1991) och låten "Sweet Emotion" som endast gavs ut på 7 vinylsingel gratis med tidningen Kerrang!
Även ett flertal remixar gjordes som under 1990 gavs ut som B-sidor på bandets singlar. Bl.a gjordes "Falling To Pieces" i två olika remixar varav den ena är känd som "Re-Mix" medan "From Out Of Nowhere" som förlängd och remixad släpptes med den självbetitlade EP:n. Även "Epic" gjordes om på en av singelutgåvorna.
Bandsättningen på skivan var:
- Mike Patton - Sång
- "Big" Jim Martin - Gitarr, Bakgrundssång
- Billy Gould - Bas, Bakgrundssång
- Roddy Bottum - Keyboard, Bakgrundssång
- Mike "Puffy" Bordin - Trummor, Bakgrundssång